# Campeonato Mundial de Voleibol Feminino Sub-23
Campeonato Mundial de Voleibol Feminino Sub-23 é um torneio de voleibol organizado a cada dois anos pela FIVB, destinado para jogadoras abaixo dos 23 anos. Sua primeira edição foi realizada em Tijuana e Mexicali, no México, em 2013. A Turquia é a atual campeã da competição.

## História
O Campeonato Mundial Sub-23 foi inaugurado em 2013, no México, com o intuito de preencher uma lacuna existente entre a categoria juvenil e a categoria adulta, e reuniu doze seleções em busca do título. Para a primeira edição, apenas a CSV e a NORCECA classificaram suas equipes a partir de um torneio continental: a Copa Pan-Americana Sub-23, classificando Brasil e Argentina, na América do Sul, e República Dominicana e Cuba, pela seguinte confederação. A CEV utilizou a soma de pontos do ranking mundial das categorias juvenil e infantojuvenil para definir a Itália e a Turquia como seus representantes, enquanto a AVC e a CAVB escolheram seus representantes através do ranking mundial da categoria adulta, China e Japão, e Quênia, respectivamente. Além dos representantes de cada confederação, ainda participaram as anfitriãs do México, os Estados Unidos (como melhor colocado no ranking mundial da categoria adulta à época) e a Alemanha, convidada pela FIVB após a Argélia desistir de participar. Os países foram divididos em dois grupos, com os dois primeiros colocados avançando à fase semifinal. A competição teve como sua primeira campeã a China ao bater a República Dominicana pelo placar mínimo, enquanto na disputa pelo bronze, o Japão derrotou os Estados Unidos. Já o Brasil, terminou a competição na sétima colocação.
A segunda edição foi realizada na Turquia, na cidade de Âncara, entre os dias 12 e 19 de agosto de 2015, reunindo mais uma vez doze seleções em busca do título. Além das anfitriãs turcas, classificaram-se: Brasil e Colômbia pela CSV, República Dominicana e Cuba pela NORCECA, Itália e Bulgária pela CEV, China e Tailândia pela AVC e Egito pela CAVB. Além dos classificados pelas etapas continentais, somaram-se Japão e Peru, escolhidos a partir do ranking mundial. O Japão e a República Dominicana mais uma vez mostram-se competitivos na categoria, chegando novamente à fase semifinal. No entanto, tiveram de disputar a medalha de bronze entre si, com vitória dominicana no tie break. Em busca do título inédito, tradicional equipe no voleibol mundial, o Brasil mediu forças contra a emergente Turquia, derrotando a rival em quatro sets. Campeã da primeira edição, a China contentou-se com o quinto lugar obtido sobre a Itália, enquanto a Bulgária garantiu o sétimo lugar sobre a similar Tailândia. Peru e Colômbia dividiram o nono lugar, enquanto Egito e Cuba terminaram nas últimas colocações.
Em sua terceira edição, o país que sediou as partidas foi a Eslovênia, que pela primeira vez estava também participando do evento. Disputado entre os dias 10 e 17 de setembro de 2017, novamente doze seleções se fizeram presentes na busca pelo título. Esta competição serviu para serem testadas novas regras da FIVB para o desporto, nas quais as partidas tiveram sete sets de quinze pontos cada, vencendo quem conquistou quatro destes sets. Além das anfitriãs eslovenas, também se qualificaram Brasil e Argentina pela CSV, República Dominicana e Cuba pela NORCECA, Turquia e Bulgária (esta segunda herdou a vaga da Itália) pela CEV, Japão e Tailândia pela AVC, e Egito e Quênia pela CAVB. Além destes classificados continentais, a China adentrou na competição pelo ranking mundial. A equipe do Brasil entrou em quadra para manter o título conquistado em 2015, mas duas derrotas na primeira fase acabaram colocando o selecionado na disputa do 5º ao 8º lugar, sendo que na decisão do quinto posto as brasileiras devolveram a derrota sofrida anteriormente ante as cubanas e asseguraram tal colocação. As anfitriãs eslovenas sobressaíram-se no torneio com uma campanha invicta até a sua decisão, quando acabaram sendo derrotadas pela seleção da Turquia, que perdeu apenas uma partida durante o campeonato. Na disputa pelo bronze, as búlgaras venceram o selecionado da República Dominicana e asseguraram presença no pódio da competição pela primeira vez. As chinesas, que entraram pelo ranqueamento, ficaram com a sétima posição após terem derrotado as tailandesas. Japão e Egito dividiram a nona colocação deste torneio, enquanto que as seleções da Argentina e do Quênia ficaram no décimo primeiro posto geral.

## Quadro de medalhas
| Ordem | País                 | Medalha de ouro | Medalha de prata | Medalha de bronze | Total |
| ----- | -------------------- | --------------- | ---------------- | ----------------- | ----- |
| 1     | Turquia              | 1               | 1                | 0                 | 2     |
| 2     | Brasil               | 1               | 0                | 0                 | 1     |
| 2     | China                | 1               | 0                | 0                 | 1     |
| 4     | República Dominicana | 0               | 1                | 1                 | 2     |
| 5     | Eslovênia            | 0               | 1                | 0                 | 1     |
| 6     | Bulgária             | 0               | 0                | 1                 | 1     |
| 6     | Japão                | 0               | 0                | 1                 | 1     |

## Aparições
| Time                 | 2013 (12) | 2015 (12) | 2017 (12) | Total |
| Alemanha             | 8º        | -         | -         | 1     |
| Argentina            | 10º       | -         | 11º       | 2     |
| Brasil               | 7º        | 1º        | 5º        | 3     |
| Bulgária             | -         | 7º        | 3º        | 2     |
| China                | 1º        | 5º        | 7º        | 3     |
| Colômbia             | -         | 9º        | -         | 1     |
| Cuba                 | 9º        | 11º       | 6º        | 3     |
| Egito                | -         | 11º       | 9º        | 2     |
| Eslovênia            | -         | -         | 2º        | 1     |
| Estados Unidos       | 4º        | -         | -         | 1     |
| Itália               | 6º        | 6º        | -         | 2     |
| Japão                | 3º        | 4º        | 9º        | 3     |
| México               | 11º       | -         | -         | 1     |
| Peru                 | -         | 9º        | -         | 1     |
| Quênia               | 12º       | -         | 11º       | 2     |
| República Dominicana | 2º        | 3º        | 4º        | 3     |
| Tailândia            | -         | 8º        | 8º        | 2     |
| Turquia              | 5º        | 2º        | 1º        | 3     |

## MVPspor edição
- 2013 – CHN Yao Di[3]
- 2015 – BRA Juma da Silva[14]
- 2017 – TUR Hande Baladın[15]